# هينسديل (نيويورك)
هينسديل (بالإنجليزية: Hinsdale, New York)‏ هي بلدة أمريكية تقع في الولايات المتحدة في مقاطعة كاتاروغوس، نيويورك. يقدر عدد سكانها بـ 2,168 نسمة ومساحتها 100.4 كم2 وترتفع عن سطح البحر 457 متر.